# Abies recurvata
Abies recurvata, el abeto chino del Min, es una especie de conífera perteneciente a la familia Pinaceae. Es endémica de China donde crece en Sichuan en el valle del río Min, en forma de grandes bosques en alturas de 2.500 a 3.500 metros.

## Descripción
Es un árbol de tamaño medio, alcanza los 35 metros de altura. Tiene flores masculinas y femeninas en el mismo árbol, siendo polinizadas por el viento.

## Hábitat
Se encuentra, por lo general, en los acantilados ventosos o en valles de ríos profundos. A veces, sin embargo, también aparece en el matorral seco bajo en laderas expuestas. Los más típicas especies de coníferas asociadas son: Juniperus convallium, Juniperus formosana var. mairei, Juniperus squamata var. fargesii, Juniperus tibetica, Picea asperata, y Picea wilsonii.

## Taxonomía
Abies recurvata fue descrita por Maxwell Tylden Masters y publicado en Journal of the Linnean Society, Botany 37(262): 423. 1906.
Etimología
Abies: nombre genérico que viene del nombre latino de Abies alba.
recurvata: epíteto latino que significa "curvada hacia atrás".
Variedades
- Abies recurvata var. ernestii (Rehder) C. T. Kuan
- Abies recurvata var. recurvata

Sinonimia
var. ernestii (Rehder) Rushforth
- Abies beissneriana Rehder & E.H.Wilson
- Abies chensiensis var. ernestii (Rehder) Tang S.Liu
- Abies ernestii Rehder
- Abies recurvata subsp. ernestii (Rehder) Silba[6][7]